# フアン・デ・ロエラス
フアン・デ・ロエラス（Juan de Roelas 、姓は de las Roelas もしくは Ruelaとも、1570年頃 - 1625年）はフランドル生まれの画家である。画家として働くようになった後は、数年間イタリアで学んだ期間を除いてスペインで活動した。スペイン絵画のスタイルが、マニエリスムからバロックにかわる時期の画家である。

## 略歴
セビリアの同名の聖職者(Juan de Roelas)と混同されたため、20世紀後半までセビリアの生まれとされてきたが、文書の研究により別人でフランドルの出身であるとされた。
スペインでの画家の活動として残って記録では、1598年にかつてカスティーリャ王国の首都であったバリャドリッドで開かれたフェリペ2世の葬儀の記念碑の装飾画を描いたとされる。その後イタリアに移り、1606年から1609年までヴェネツィアやパルマに滞在した。イタリアでティントレット(1518-1594)やヤコポ・バッサーノ(c.1510-1592)、パオロ・ヴェロネーゼ(1528-1588)といった画家たちの作品から影響を受けた。
スペインに戻り、スペインに新しいイタリアの美術のスタイルをもたらした。フランシスコ・エレーラ(1576–1656)やディエゴ・ベラスケス(1599-1660)、バルトロメ・エステバン・ムリーリョ(1617-1682)の先駆をなしたとする美術史家もいる。作品には セビリア大聖堂の白馬に乗ったった聖ヤコブ(サンティアゴ)を描いた装飾画や、セビーリャ美術館所蔵の聖アンドレスの殉教を描いた作品があり、動的な人物像や明るい色使いが特徴的である。マドリードでも働いたとされるが、国王の宮廷画家になることはできなかった。
セビリア近くの町、オリバレス(Olivares)で没した。

## 作品

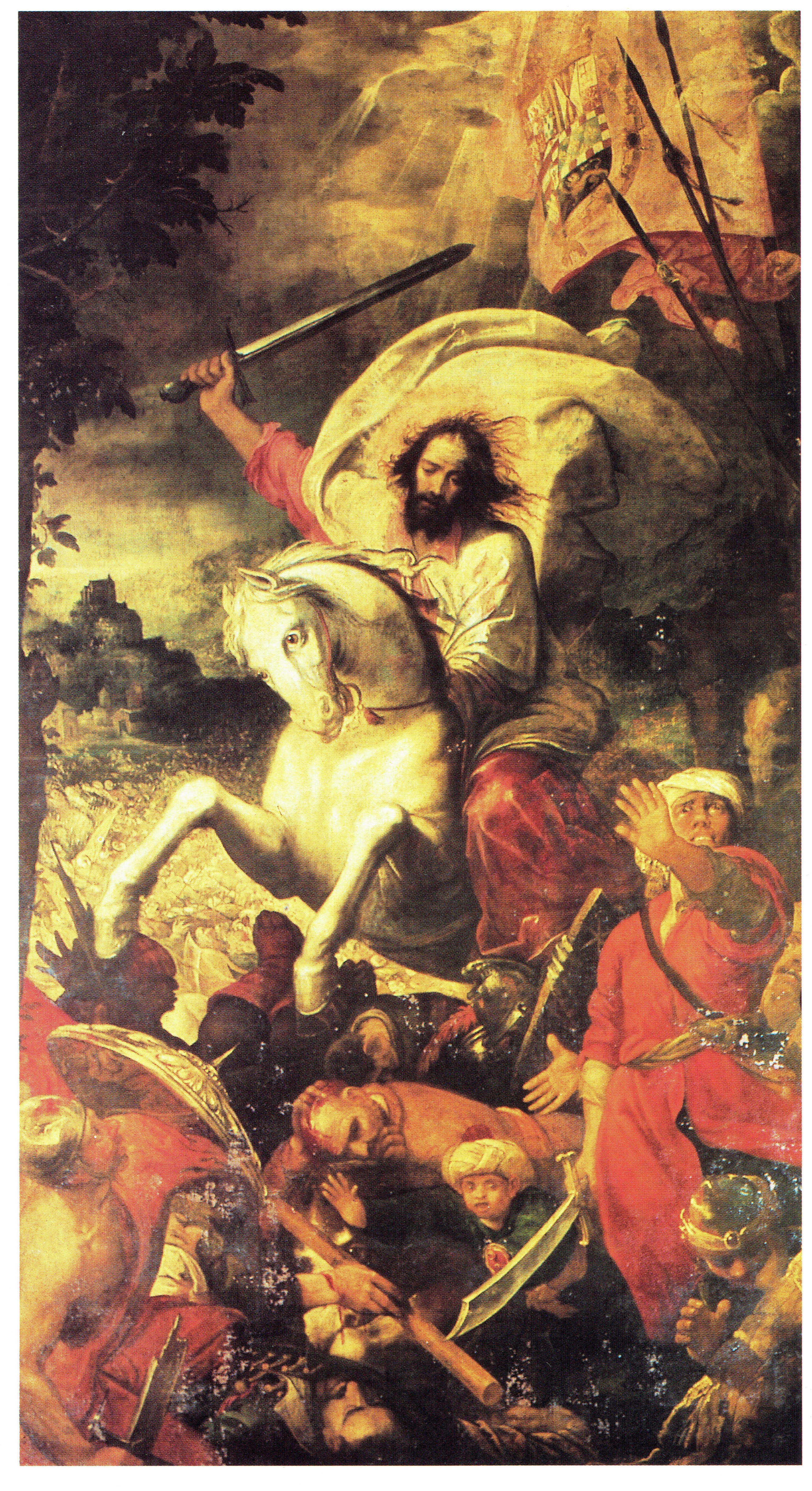
「クラビホの戦いの聖ヤコブ(サンティアゴ)」 セビリア大聖堂(1609)
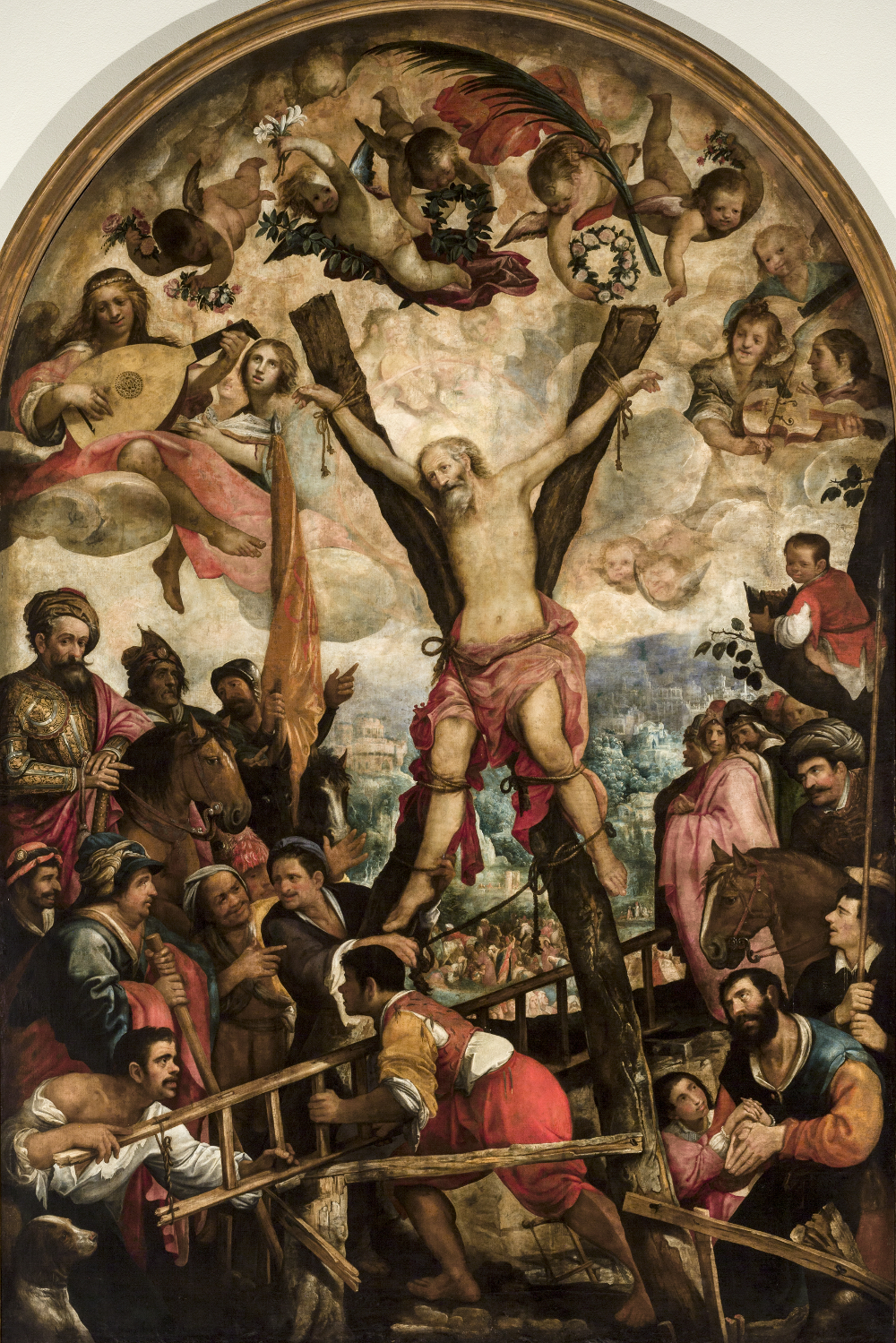
聖アンドレスの殉教 セビーリャ美術館 蔵
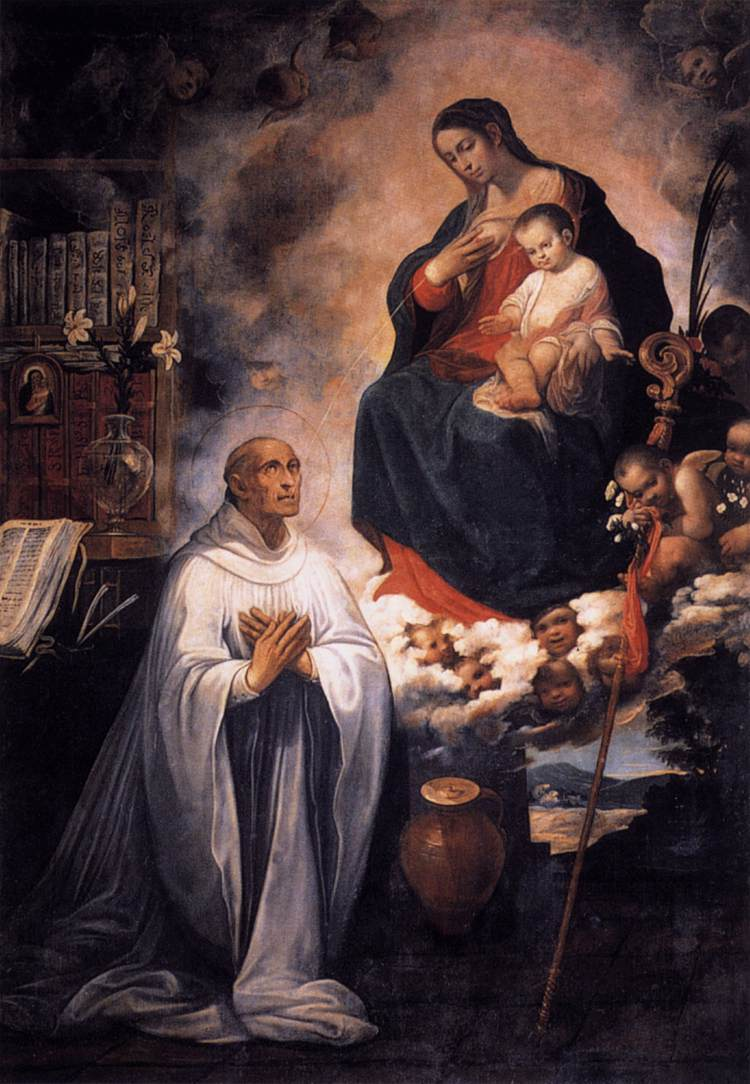
聖ベルナルドゥスの顕現(1611)
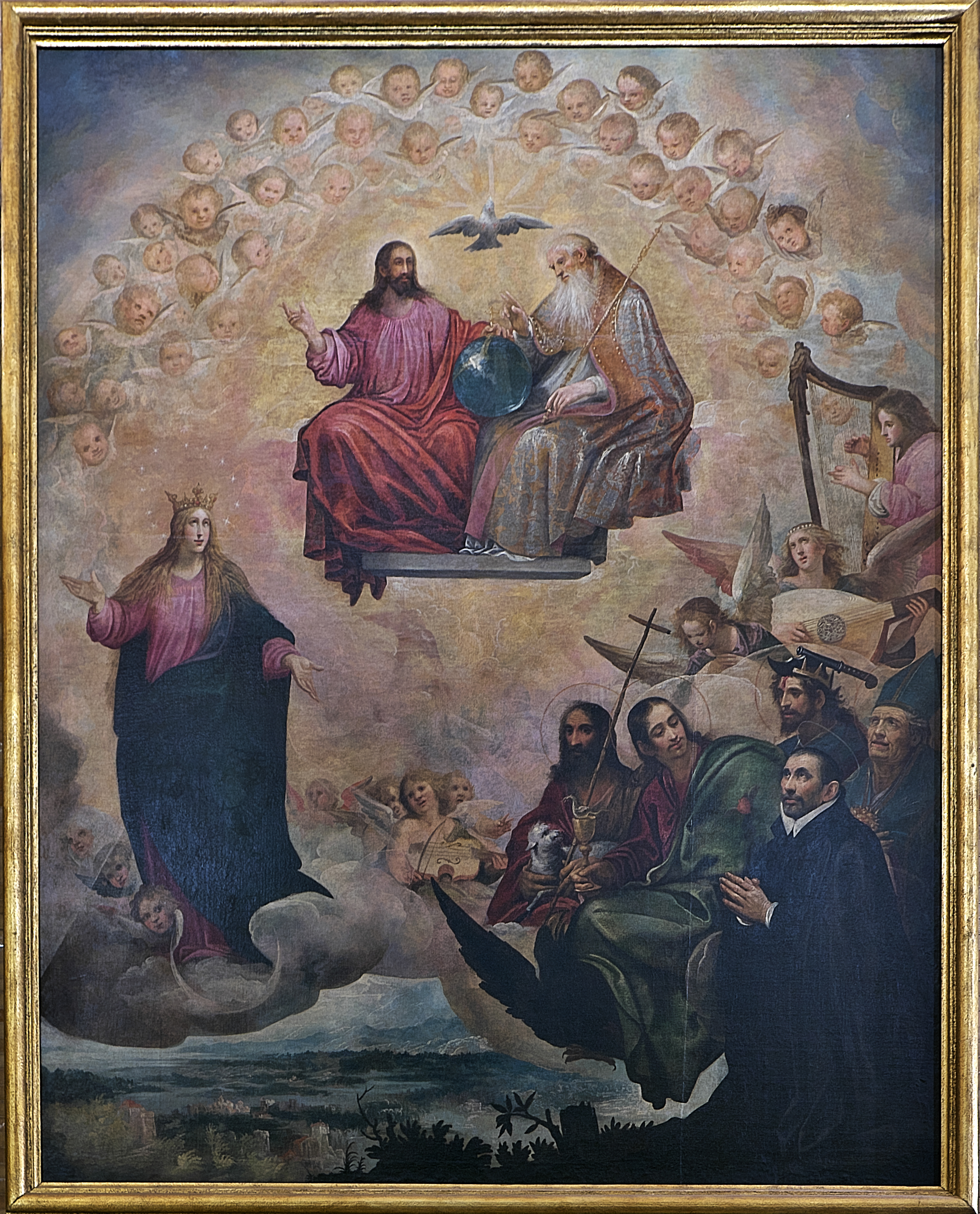
セビリアの教会(Iglesia del Sagrado Corazón de Jesús)の装飾画